# 3401-es mellékút (Magyarország)
A 3401-es számú mellékút egy bő 18 kilométeres hosszúságú, négy számjegyű mellékút Jász-Nagykun-Szolnok vármegye keleti részén; Karcagtól húzódik Kunmadarasig.

## Nyomvonala
Karcag belterületének déli széle közelében ágazik ki a 4-es főútból, annak a 164+800-as kilométerszelvénye közelében létesített körforgalomból, északi irányban. Alig több mint 200 méter megtétele után aluljárón áthalad a Budapest–Záhony-vasútvonal vágányai alatt, majd északnyugatnak fordul és belép a város házai közé, a Püspökladányi út nevet felvéve. A belvárosban gyors egymásutánban három elágazása is van: előbb, majdnem pontosan másfél kilométer megtétele után a Füzesgyarmatra vezető 4206-os út ágazik ki belőle nagyjából déli irányba, majd nem sokkal arrébb beletorkollik a 34 103-as számú mellékút, mely a 4-es főúttól húzódik Karcag központjáig, a második kilométerét elhagyva pedig a 34 101-es út ágazik ki belőle, mely a város északi határában fekvő, Tilalmas nevű városrészig húzódik. A város belterületén az irányát és nevét is többször változtatja – a két utóbbi említett elágazás között Kálvin utca, majd Madarasi út a neve –, de alapvetően továbbra is északnyugati irányban folytatódik.
2,8 kilométer megtétele után egy újabb körforgalmon halad keresztül; ott ágazik ki belőle délnyugat felé a Karcag–Tiszafüred-vasútvonal Karcag-Vásártér megállóhelyére vezető 34 301-es számú mellékút, de ugyanonnan érhető el északkelet felé letérve a Kátai Gábor Kórház is. Nagyjából 3,6 kilométer után dél felől az út mellé simul a már említett vasútvonal, onnantól kezdve hosszabb szakaszon egymás mellett húzódnak. Közben, az út 4+400-as kilométerszelvénye közelében beletorkollik nyugati irányból a Kunhegyestől idáig húzódó 3403-as út, de egymás mellett húzódnak ott is, ahol – az út 11+400-as kilométerszelvénye táján – kiágazik belőle északkelet felé a Berekfürdőre vezető 34 106-os számú mellékút.
Kevéssel a 12. kilométere után az út átlép Kunmadaras határai közé, ahol változatlanul a vasútvonal mellett húzódva halad tovább, ott már nagyjából északi irányt követve. Csak a kunmadarasi belterület déli szélén – az út 16+500-as kilométerszelvénye táján – válnak el egymástól, ahol a vágányok egy kicsit nyugatabbi irányt vesznek, miközben az út iránya változatlan marad. Belterületi szakaszán a Karcagi út nevet viseli, úgy is ér véget, a nagyközség központjában, beletorkollva a 34-es főútba, annak a 22+100-as kilométerszelvénye közelében.
Teljes hossza, az országos közutak térképes nyilvántartását szolgáló kira.kozut.hu adatbázisa szerint 18,238 kilométer.

## Története
1934-ben a kereskedelem- és közlekedésügyi miniszter 70 846/1934. számú rendelete a Kunmadaras és Karcag belvárosa közt húzódó szakaszát harmadrendű főúttá nyilvánította, az egészen Tiszafüredig tartó 325-ös főút részeként; a karcagi belvárostól a város széléig (nagyjából a vasútig) tartó szakasz a 4-es számú elsőrendű főút része volt, és bizonyára maradt is, a főút mai elkerülő szakaszának átadásáig.

## Települések az út mentén
- Karcag
- Kunmadaras